# Крістіна Ґроф
Крістіна Ґроф (англ. Christina Grof, нар. 1942, Гонолулу, Гаваї, пом. 2014, Каліфорнія) — американська психотерапевт, освітянка, авторка книг, засновниця мережі «Духовна криза», співавторка методу голотропного дихання з більш як тридцятирічним досвідом роботи в сфері трансперсональної психології.
У минулому — президент Трансперсонального тренінгу Ґрофа, зараз почесна віцепрезидент Міжнародної трансперсональної асоціації.

## Біографія
Крістіна Гроф закінчила коледж Сари Лоуренс, де навчалася у міфолога Джозефа Кемпбела та феміністської поетеси Мюріель Рукейсер. Викладала мистецтво, літературу, хатха-йогу.
З 1976 до 1988 з чоловіком Станіславом Ґрофом проживала в Есаленському Інституті (Біґ Сур, Каліфорнія), де разом з ним проводила експериментальні навчальні програми та тренінги. В подальшому координувала організацію міжнародних конференцій для Міжнародної трансперсональної асоціації у Мельбурні, Бомбеї, Давосі, Празі та інших містах.
З 1976 проводить практичні заняття і лекції по всьому світу.
У 2013 Крістіна Гроф вперше відвідала Україну з лекцією про терапевтичну роботу з залежностями.
Зараз працює над альбомом власних картин.

### У співавторстві зіС.Ґрофом
- «Поза межами смерті» (1980) (Beyond Death),
- «Духовне загострення: коли особиста трансформація стає кризою» (1989),
- «Відчайдушний пошук себе» (1990)
- «Голотропне дихання: новий підхід до самопізнання і терапії»(2010).